# Ihlegramma
Ihlegramma is een geslacht van vlinders uit de familie pijlstaarten (Sphingidae).

## Soorten
- Ihlegramma ihlei (Eitschberger, 2003)[1]